# 橘嘉智子
橘 嘉智子（たちばな の かちこ、786年〈延暦5年〉- 850年6月17日〈嘉祥3年5月4日〉）は、日本の第52代天皇・嵯峨天皇の皇后。
橘奈良麻呂の孫、贈太政大臣・橘清友の娘。母は田口氏の女。兄弟に右大臣・橘氏公がいる。檀林寺を創建し、檀林皇后（だんりんこうごう）と称された。

## 経歴
嵯峨天皇が親王の時に入侍し、即位後の大同4年（809年）6月に夫人となり、正四位下に叙される。翌弘仁元年（810年）11月、従三位に昇る。弘仁6年（815年）7月13日、皇后に立てられる。なお、立后直前に嵯峨天皇の妃であった高津内親王が廃されて精神的に問題があったとされる業良親王が事実上皇位継承から外され、身分の低い女性との間の男子は前年に源氏を賜って臣籍降下をしているため、彼女が生んだ正良親王（後の仁明天皇）だけが皇位継承資格を持つ唯一の皇子となっていた。また、立后の宣命には同じく臣下から皇后となった聖武天皇の皇后・藤原光明子の先例を踏襲している。
嵯峨天皇との間に仁明天皇（正良親王）・正子内親王（淳和天皇皇后）他2男5女をもうけた。嵯峨天皇の淳和への譲位に伴い、 弘仁14年（823年）4月23日皇太后となる。仁明天皇即位により、天長10年（833年）3月2日、太皇太后となる。嘉祥3年（850年）3月に落飾。同年5月4日、冷然院において崩御。 享年65。
世に類なき麗人であったといわれる。桓武天皇皇女の高津内親王が妃を廃された後、姻戚である藤原冬嗣（嘉智子の姉安子は冬嗣夫人美都子の弟三守の妻だった）らの後押しで立后したと考えられる。橘氏出身としては最初で最後の皇后である。
仏教への信仰が篤く、嵯峨野に日本最初の禅院檀林寺を創建したことから檀林皇后と呼ばれるようになる。嵯峨天皇譲位後は共に冷然院・嵯峨院に住んだ。嵯峨上皇の崩御後も太皇太后として朝廷で隠然たる勢力を有し、橘氏の子弟のために大学別曹学館院を設立するなど勢威を誇り、仁明天皇の地位を安定させるために承和の変にも深く関わったとされる。そのため、廃太子・恒貞親王の実母である娘の正子内親王は嘉智子を深く恨んだと言われている。また、嘉智子の従弟であった橘逸勢が謀反の首謀者とされた他、嘉智子の身内が多数処分を受けることになったが、結果として仁明天皇の子孫に皇統が一本化される事になった。

## 逸話

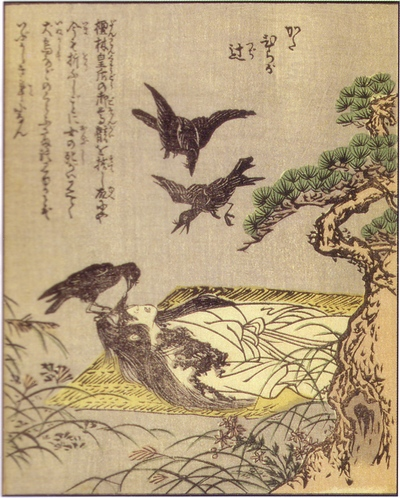
皇后の遺体を食らう鳥

仏教に深く帰依しており、自分の体を餌として与えて鳥や獣の飢を救うため、または、この世のあらゆるものは移り変わり永遠なるものは一つも無いという「諸行無常」の真理を自らの身をもって示して、人々の心に菩提心（覚りを求める心）を呼び起こすために、死に臨んで、自らの遺体を埋葬せず路傍に放置せよと遺言し、帷子辻において遺体が腐乱して白骨化していく様子を人々に示したといわれる。または、その遺体の変化の過程を絵師に描かせたという伝説がある。
また、唐の禅僧・義空を招いて来日させ、檀林寺で禅の講義を行わせたものの、義空は当時の日本における禅への関心の低さに失望して数年で唐へ帰国した。

## 橘嘉智子を題材とした小説
- 杉本苑子 『檀林皇后私譜』中央公論社，1981年